# Зиньковская, Евгения Тимофеевна
Евгения Тимофеевна Зиньковская (1921, Покровское, Донецкая губерния — неизвестно) — украинская советская деятельница, новатор сельскохозяйственного производства, агроном Покровской МТС и колхоза имени Чапаева (имени Ленина) Артёмовского района Донецкой области. Депутат Верховного Совета УССР 4—6-го созывов. Герой Социалистического Труда (1949).

## Биография
Родилась в крестьянской семье. В 1940 году окончила среднюю школу в селе Михайловка Сталинской области.
В 1947 году окончила Днепропетровский сельскохозяйственный институт.
С 1947 года — агроном ордена Ленина колхоза имени Сталина (председатель колхоза — Николай Максимович Стецюра) села Покровское Артёмовского района Сталинской области. В 1948 году обеспечила получение в колхозе урожая пшеницы 32,2 центнера с гектара на площади 150 гектаров. Указом Президиума Верховного Совета СССР от 17 июня 1949 года удостоена звания Героя Социалистического Труда за «получение высоких урожаев пшеницы в 1948 году» с вручением ордена Ленина и золотой медали «Серп и Молот». Этим же указом званием Героя Социалистического Труда был награждён председатель колхоза Николай Максимович Стецюра.
До 1958 года — агроном Покровской машинно-тракторной станции (МТС) колхоза имени Чапаева Артёмовского района Сталинской области.
С 1958 года — агроном колхоза имени Чапаева (имени Ленина) села Покровское Артёмовского района Сталинской (Донецкой) области.
Член КПСС. В 1961 году избиралась делегатом XXII съезда КПСС. 
Потом — на пенсии в селе Минковка Артёмовского (Бахмутского) района Донецкой области.

## Награды
- Медаль «Серп и Молот» (17.06.1949);
- орден Ленина (17.06.1949);
- Почётная грамота Президиума Верховного Совета УССР (7.03.1960);
- Заслуженный агроном Украинской ССР (1967);
- ордена и медали.